# Анна Изабела Гонзага
Вижте пояснителната страница за други личности с името Изабела Гонзага.
Анна Изабела Гонзага (на италиански: Anna Isabella Gonzaga; * 12 февруари 1655, Гвастала; † 11 август 1703, Мантуа) от рода Гонзага е чрез брак херцогиня на Мантуа и Монферат. През Войната за испанското наследство е регентка на Мантуа.

## Произход
Тя е най-голямата дъщеря на Феранте III Гонзага (* 1618, † 1678), херцог на Гуастала, и на съпругата му Маргерита д’Есте (* 1619, † 1692). Нейни дядо и баба по бащина линия са Чезаре II Гонзага, херцог на Гуастала, и Изабела Орсини, а по майчина – Алфонсо III д’Есте херцог на Мантуа, и Изабела Савойска. Има една сестра:
- Мария Витория (* 1659, † 1707), херцогиня на Гуастала като съпруга на Винченцо Гонзага.

## Биография
През юли 1670 г. се омъжва за Фердинандо Карло Гонзага-Невер (Карло IV) (* 1652, † 1708), последен херцог на Мантуа и Монферат, донасяйки му като зестра правата върху Херцогство Гуастала, Луцара и Реджоло, придобити след смъртта на баща ѝ Феранте. Този брак е политически ефективно средство за разрешаване както на стария въпрос за Луцара и Реджоло, така и на този за наследяването на Гуастала. В брачния договор, тържествено ратифициран на 12 август 1670 г. в Гойто, не само Феранте Гонзага отстъпва завинаги на херцога на Мантуа Луцара и Реджоло – земи, които са били обещани на предишния херцог Карло II от 1659 г. и които Фердинандо Карло все още не е успял да вземе именно поради упоритата опозиция на Феранте, но постановява, че след смъртта му херцогството ще премине към Анна Изабела. През 1692 г. император Леополд I обявява това наследство за нелегитимно и предоставя феодалното владение на Винченцо Гонзага.
Анна Изабела живее в двора на Мантуа, опитвайки се напразно, доколкото е възможно, да даде здрава основа на нерешителната политика на страхливия ѝ и корумпиран съпруг, притиснат от Франция и империята, които се стремят да притежават неговите владения. И в най-трудните и опасни за херцогството моменти той дава регентството именно на нея. След смъртта на Феранте III на 17 януари 1678 г. неговият шурей, дон Винченцо Гонзага, след като се жени за Мария Витория, сестра на Анна Изабела, се представя, за да оспори нейното наследство, подкрепен в този ход от Испания; губернаторът на Милано, след като взривява цитаделата на Гуастала, заплашва да нахлуе в Мантуа в началото на 1691 г. Изправен пред опасността, която заплашва херцогството, Фердинандо Карло бяга с министрите си, оставяйки цялата тежест на трудната и сложна ситуация на Анна Изабела, подпомагана от маркиз Обици, от 80-годишната си майка Маргарита д'Есте и няколко съветници. Херцогинята, демонстрирайки редки качества на смелост и политически способности, след като успокоява с твърдостта си страха и объркването, възникнали сред мантуанците, много умело предприема дълги и трудни преговори с губернатора на Милано, граф Фуенсалида. Тези преговори, благодарение на умелото поведение на венецианския абат Винченцо Гримани, бъдещ вицекрал на Неапол, и на отстъпчивостта на новия губернатор маркиз Леганес, приключват през юни 1691 г. със споразумението от Гацуоло.
Поради малодушието си Фердинандо Карло поверява регентството на Анна Изабела в друг, още по-труден и опасен случай. През 1702 г., по време на Войната за испанското наследство, когато херцогството се превръща в едно от бойните полета, Филип V от Испания и принц Евгений Савойски-Каринян се борят за окупацията на вече оспорваните земи на Луцара и Боцоло. Отново Анна Изабела е оставена да разреши ситуацията. Подпомогната от сеньор дьо Лие, използвайки възможността от смъртта на принц Джан Франческо Гонзага от Боцоло, херцогинята изпраща маркиз Ардицони и комисаря Фердинандо Сорди да окупират тези земи. Освен това в същото време тя настойчиво моли императора да ѝ предостави и Херцогство Сабионета.
Анна Изабела се отличава със своите благотворителни дейности, завършвайки строителството на църквата „Беата Верджине дела Порта“, поръчана от херцог Винченцо Гонзага.
Умира на 11 август 1703 г. в Мантуа на 48-годишна възраст, далеч от съпруга си, който не ѝ е оказал никакво признание приживе. През 1704 г. той се жени втори път за Сузана Хенриета Лотарингска, дъщеря на херцог Шарл III дьо Гиз.